# 麻柳站
麻柳站，位于中华人民共和国陕西省安康市紫阳县麻柳镇，是襄渝铁路下行线上的火车站，建于1973年，由西安铁路局管辖。车站站场主体建于双孔双线隧道何家湾隧道和邬家湾隧道之间的桥梁上，其中何家湾隧道口刻有源自毛泽东诗词的对联“四海翻腾云水怒，五洲震荡风雷激”，横批“只争朝夕”；及诗句“天生一个仙人洞，无限风光在险峰”。车站行车室前设有一座刻有“青春无悔”的石碑。车站附近设有烈士陵园，以纪念18位在车站建设时在附近牺牲的铁道兵。

## 事件
- 2004年7月27日，麻柳镇的镇党委书记及副镇长在车站等火车前往紫阳县城时，因天气炎热，两人在车站隧道内的股道上乘凉时被驶经火车撞上而身亡[8][9]。